# Riette Heyns
Riette Heyns (* 27. Februar 1997) ist eine südafrikanische Leichtathletin, die sich auf den Diskuswurf spezialisiert hat.

## Sportliche Laufbahn
Erste internationale Erfahrungen sammelte Riette Heyns im Jahr 2018, als sie bei den Afrikameisterschaften in Asaba mit einer Weite von 52,41 m den vierten Platz belegte. Auch bei den Afrikameisterschaften 2022 in Port Louis gelangte sie mit 53,76 m auf Rang vier.
2021 wurde Heyns südafrikanische Meisterin im Diskuswurf.

## Persönliche Bestleistungen
- Diskuswurf: 57,35 m, 22. Februar 2020 in Johannesburg